# 浦添真刈
浦添真刈（琉球語：／  ?；？—1609年），唐名、名乘不詳，琉球國第二尚氏王朝時的官員，父為向里瑞（浦添親方朝師）。
万曆三十七年（1609年），在抵抗薩摩藩入侵時戰死。

## 登場作品
- 《琉球之風》，1993年NHK大河劇，演員：飯泉篤